# Weißbeinducker
Der Weißbeinducker (Cephalophorus crusalbum, früher Cephalophus crusalbum) ist eine Kleinantilopenart aus der Tribus der Ducker (Cephalophini) innerhalb der Familie der Hornträger (Bovidae). Er wurde 1978 von Peter Grubb als Unterart des Ogilby-Duckers (Cephalophorus ogilbyi) beschrieben. Nach einer Revision der Huftiere im Jahr 2011 durch Colin Groves wird er jedoch als eigenständige Art anerkannt.

## Merkmale
Der Weißbeinducker erreicht gewöhnlich eine Kopf-Rumpf-Länge von 96,5 bis 104,1 cm. Zwei gesammelte Exemplare hatten Längen von 145 cm. Die Schwanzlänge beträgt 13 bis 16 cm und das Gewicht ungefähr 20 kg. Das Fell ist goldbraun. Die Hinterbacken und der Steiß sind dunkler als die Flanken. Der Hals, das Vorderteil und der Bauch sind grau gefärbt. Ein schwarzer 2,5 bis 6 cm breiter Rückenstreifen verläuft von den Schultern bis zum Steiß, wo er sich auf 1 cm verschmälert und sich bis zur Schwanzspitze ausdehnt. Abgesehen vom schwarzen Mittelstreifen ist die Schwanzoberseite goldbraun. Die Schwanzunterseite hat längere weiße Haare und das Schwanzende besteht aus einem schmalen Büschel von ungefähr 7,5 cm langen goldbraunen Haaren. Alle vier Beine sind relativ lang mit auffallend weißen Haaren unterhalb der Hand- und Fußwurzelgelenke. Die Kehle und das Unterkinn sind weiß. Der Kopf ist grau mit einer dunklen braunen Stirn und einem schwarzen Maul. Ein hell kastanienfarbener Bogen verläuft über beide Augen. Der Oberkopfbüschel zwischen den Augen ist dunkel kastanienfarben. Die Ohren sind außen mit spärlichen schwarzen Haaren bedeckt, auf der Innenohrfläche sind auffallende weiße Haare zu erkennen. Hörner sind bei beiden Geschlechtern präsent, wobei Längen von 8,7 bis 10,9 cm bei den Männchen und ungefähr 5 cm bei den Weibchen gemessen wurden. Die Zahnformel lautet I 0/3-C 0/1-P 3/3-M 3/3 (× 2), insgesamt also 32 Zähne.

## Verbreitung und Lebensraum

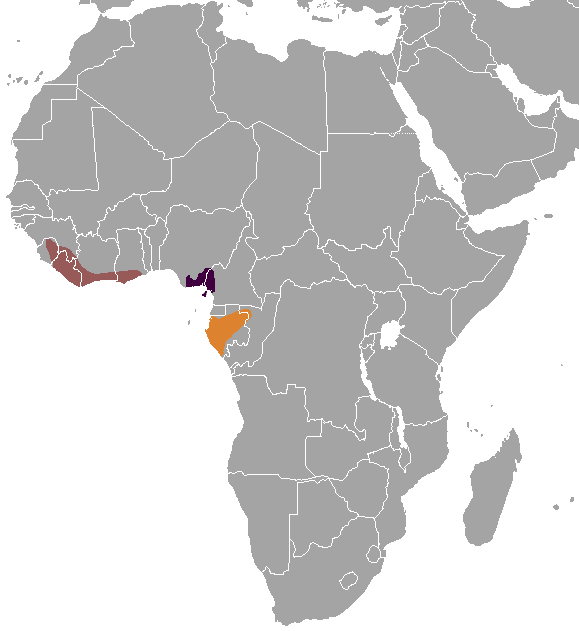
Weißbeinducker
Brooke-Ducker (C. brookei)
Ogilby-Ducker (C. ogilbyi)

Das Verbreitungsgebiet erstreckt sich von den Küsten Gabuns bis in die westliche Demokratische Republik Kongo. Sein Lebensraum sind Regenwaldblöcke und Waldparzellen innerhalb eines Savannen-Wald-Mosaiks.

## Lebensweise
Die Nahrung besteht aus Früchten, Samen und Blüten. Der Weißbeinducker wurde häufig unter Bäumen beobachtet, wo er die von den Affen fallen gelassenen Früchte verzehrte. Über sein Fortpflanzungsverhalten gibt es nur wenig Informationen. Die Jungtiere sind stark gefleckt. Die spärlichen Beobachtungen lassen darauf schließen, dass er tagaktiv ist und dass er entweder einzeln oder paarweise auf Nahrungssuche geht.

## Bestand und Gefährdung
Die IUCN stuft den Weißbeinducker als „nicht gefährdet“ (least concern) ein. Er ist relativ häufig mit einer stabilen Population im größten Teil seines bekannten Verbreitungsgebiets. Der Gesamtbestand wird auf 18.000 Individuen geschätzt.